# Farin Urlaub Racing Team
Das Farin Urlaub Racing Team (kurz: FURT) ist eine deutsche Rockband um den deutschen Sänger und Gitarristen Farin Urlaub und wurde 2002 gegründet.

## Geschichte
Ursprünglich formierte Farin Urlaub, der in Interviews nach der Veröffentlichung seines ersten Soloalbums, Endlich Urlaub!, zuerst angab, keine Tournee zu planen, eine Begleitband für einen Vollplayback-Auftritt bei Top of the Pops, in der unter anderem Gitarristin Nessie und Schlagzeugerin Rachel waren. Nachdem dieser Auftritt aber mit einer Menge Spaß verbunden war, entschied sich Urlaub doch für eine Tournee und gründete das „Farin Urlaub Racing Team“, dessen Mitglieder er nach persönlichen Erfahrungen oder auch nach Tipps von Bekannten zusammensuchte.
Als Live-Band begleitete das FURT Urlaub gleich 2002 unter anderem zu Rock am Ring, zum Taubertal-Festival und zum Forestglade. Seit dem Album Die Wahrheit übers Lügen (2008) tritt FURT auch bei Urlaubs Solo-Studioalben als eigenständige Band auf. 2009 trat das Farin Urlaub Racing Team auch auf Das Fest in Karlsruhe auf. Die – überwiegend weibliche – Besetzung wechselte teilweise, umfasste aber stets auch die männlichen Bläser der Busters. Urlaub selbst bezeichnet die Band als „ein Orchester voller Dynamit“.
Am 15. Mai 2010 wurde das Konzertvideo Lass es wie einen Unfall aussehen als kostenloser Download auf der Website der Band veröffentlicht. Die Aufnahme war als richtige Konzert-DVD geplant, jedoch gingen bei einem Kopiervorgang die überarbeiteten Audiospuren verloren, sodass nur noch der Live-Rohmix vorhanden war.
Vom 5. Oktober bis 11. Oktober 2014 gab FURT eine Clubtour (FURTour) durch Städte mit der Endung -furt. Die Tour sollte in Steinfurt beginnen, wurde aber kurzfristig auf Emsdetten verlegt. (Hierzu wurden zudem einige Ortseingangsschilder mit dem Wort "FURT" überklebt, sodass die Schilder "Emsfurt" zeigten) Danach ging es nach Frankfurt an der Oder, Frankfurt am Main, Erfurt, Schweinfurt und Klagenfurt. Bei der FURTour in Klagenfurt wurde der Abschied von Celina Bostic bekanntgegeben.
Am 17. Oktober 2014 erschien das Album Faszination Weltraum. 
Im Jahr 2015 ging die Band in teilweise neuer Besetzung wieder auf Tournee. Während der Tour namens Es besteht keine Gefahr für die Öffentlichkeit! spielten sie unter anderem auf dem Hurricane Festival und den Festivals Gurtenfestival, Rock’n’Heim, Taubertal und Chiemsee Reggae Summer.

## Diskografie
Studioalben

| Jahr | Titel Musiklabel                                              | Höchstplatzierung, Gesamtwochen, AuszeichnungChartplatzierungen (Jahr, Titel, Musiklabel, Platzierungen, Wochen, Auszeichnungen, Anmerkungen) | Höchstplatzierung, Gesamtwochen, AuszeichnungChartplatzierungen (Jahr, Titel, Musiklabel, Platzierungen, Wochen, Auszeichnungen, Anmerkungen) | Höchstplatzierung, Gesamtwochen, AuszeichnungChartplatzierungen (Jahr, Titel, Musiklabel, Platzierungen, Wochen, Auszeichnungen, Anmerkungen) | Anmerkungen                                                |
| Jahr | Titel Musiklabel                                              | DE | AT | CH | Anmerkungen                                                |
| ---- | ------------------------------------------------------------- | --- | --- | --- | ---------------------------------------------------------- |
| 2001 | Endlich Urlaub! FU Völker hört die Tonträger (UMG)            | DE3 Gold · (33 Wo.)DE | AT28 (4 Wo.)AT | CH85 (2 Wo.)CH | Erstveröffentlichung: 22. Oktober 2001 Verkäufe: + 150.000 |
| 2005 | Am Ende der Sonne FU Völker hört die Tonträger (UMG)          | DE1 Gold · (24 Wo.)DE | AT2 (23 Wo.)AT | CH20 (9 Wo.)CH | Erstveröffentlichung: 5. April 2005 Verkäufe: + 100.000    |
| 2008 | Die Wahrheit übers Lügen FURT Völker hört die Tonträger (UMG) | DE2 Gold · (19 Wo.)DE | AT5 (12 Wo.)AT | CH12 (3 Wo.)CH | Erstveröffentlichung: 31. Oktober 2008 Verkäufe: + 100.000 |
| 2014 | Faszination Weltraum FURT Völker hört die Tonträger (UMG)     | DE1 Gold · (24 Wo.)DE | AT3 (6 Wo.)AT | CH6 (4 Wo.)CH | Erstveröffentlichung: 17. Oktober 2014 Verkäufe: + 100.000 |

Allgemeiner Hinweis: Veröffentlichungen als Farin Urlaub sind als FU und Veröffentlichungen als Farin Urlaub Racing Team als FURT gekennzeichnet.